# Ubayd Allah al-Mahdi
Pour les articles homonymes, voir Allah (homonymie) et Al-Mahdi.
‘Ubayd Allah al-Mahdî (arabe : عبيد اللّه المهدي بن الحسين `ubayd allah al-mahdī ben al-ḥusayn) est né en Syrie ou Khuzestan en 873. Il a  pris la succession de Radi ‘Abd Allah az-Zaki comme imâm des ismaéliens en 881. Il est mort au Maghreb, en Ifrqiya, le 3 mars 934.

## Biographie

### La mission d'Abû `Abd Allâh ach-Chî'î
Le centre intellectuel ismaélien se trouvait en Syrie à As-Salamiya. Cette érudition chiite inquiétait le calife abbasside. L'imam Ismaël ben Ja`far as-Sâdiq fils du sixième imâm chiite avait envoyé au Maghreb des missionnaires (da`i) chargés de préparer la venue d'un « envoyé ». Parmi ces missionnaires Abû `Abd Allâh ach-Chî'î sut construire une petite entité ismaélienne en Kabylie avec l'aide des berbères Kutama. Il usa pour cela d'argumentation et de persuasion. Il sut ménager les populations en promettant la suppression des impôts non coraniques.
`Ubayd Allâh al-Mahdî se décide finalement à fuir la Syrie pour rejoindre le Maghreb. Il échoue à rencontrer Abû `Abd Allâh, et se réfugie à Sijilmassa dans le Sud du Maroc. Cette ville avait été un des foyers du Kharidjisme. En 905, à la demande du souverain local aghlabide Zyadat Allâh, le gouverneur de Sijilmassa le met en résidence surveillée.
Le 19 mars 909, Abû `Abd Allâh vainc définitivement les Aghlabides près de Laribus. Six jours après il entre dans leur capitale Raqqâda. Abû `Abd Allâh part vers Sijilmassa pour y rencontrer enfin son imam qu'il n'a jamais vu. Au passage il détruit l'Imamat rostémide de Tahert (26 août 909).

### Prise du pouvoir d'`Ubayd Allâh al-Mahdî
Le 6 janvier 910, `Ubayd Allâh al-Mahdî arrive triomphalement à Raqqâda vêtu de soie noire tandis que son fils porte un costume semblable de soie orange. Tous les notables arabes ou non sont là pour le recevoir et lui prêter serment d'allégeance. La loi islamique est promulguée et tous les interdits renforcés.
Le 15 janvier 910, il prit le titre de calife et de « commandeur des croyants » malgré l'existence du calife Abbasside. Ce fut la première fois que deux califes régnèrent au même moment.
En 911, Abû `Abd Allah poussé par son frère se mit à comploter contre ce calife qu'il avait en quelque sorte créé. `Ubayd Allah fit mettre à mort un certain nombre de chefs kutamas devenus rebelles puis fit exécuter Abû `Abd Allah et son frère en 911. Les kutamas qui étaient plus attachés à Abû `Abd Allah qu'au nouveau calife se révoltèrent. `Ubayd Allah parvint à contrôler la situation sur le continent, mais il perdit une partie des terres de l'ancien royaume Aghlabide en Sicile notamment.

### Les tentatives de conquête de l'Égypte
Aussitôt le Maghreb pacifié, Al-Mahdî se tourne vers l'Égypte car son ambition est de recréer un grand empire musulman.
En 913, le fils d'Al-Mahdî, Al-Qâ'im, commande une flotte qui longe la côte de l'Égypte puis prend Tripoli avant de revenir.
Au cours de l'année suivante Hubasa ben Yusûf se dirige vers l'est, il prend Syrte. Le 6 février 914 il entre dans Barqah (Benghazi). Le 7 juillet 914, Al-Qâ'im part à son tour vers l'Égypte avec une importante armée. Mais contrairement aux ordres reçus, Hubasa ben Yusûf n'attend pas l'arrivée d'Al-Qâ'im pour poursuivre son avancée et prendre Alexandrie le 27 août 914. L'armée des Abbassides parvient à empêcher les Fatimides à entrer plus avant en Égypte. Les armées fatimides se retirent, mais Al-Qâ'im laisse une garnison à Barqah et rentre à Raqqâda le 26 mai 915.
En 914, Al-Mahdî décide de faire construire le port de Mahdia au sud-est de Kairouan qu'il choisit comme capitale de son royaume. Cette nouvelle capitale qui est inaugurée en grande pompe le 20 février 921 après sept années de travaux, devait lui permettre de préparer une flotte pour reprendre l'offensive en Égypte.
En 919, Al-Qâ'im fait une deuxième tentative d'invasion de l'Égypte. L'armée fatimide sous son commandement part le 5 avril 919. Dès le 9 juillet 919, l'avant garde de son armée arrive à Alexandrie. Les armées fatimides contournent la ville pour se diriger vers la capitale. Elles sont de nouveau repoussées après une défaite navale à Rosette contre la flotte abbasside (11 mai 920). Elles se replient vers Barqah.
Tenant peut-être compte de ses échecs en Égypte, `Ubayd Allah renforce ses arrières en entreprenant la conquête du Maghreb en 922. Il mit en place un émir local mais il ne contrôlait pas réellement la région. Les émirs omeyyades de Cordoue suscitant des troubles dans la région au nord et les Idrisides au sud.
La dureté du régime imposé par `Ubayd Allah aboutit à la renaissance dans la population du Maghreb des courants kharijites.
`Ubayd Allah est mort le 3 mars 934 et son fils Abû al-Qâsim al-Qâ'im bi-Amr Allah, avec qui il a fait toutes ses campagnes, lui succède.